# Halloween – Feltámadás
A Halloween – Feltámadás (eredeti cím: Halloween: Resurrection) 2002-ben bemutatott amerikai horror-thriller, a H20 – Halloween húsz évvel később című film folytatása és a Halloween-filmsorozat nyolcadik része. A film rendezője Rick Rosenthal, aki 1981-es Halloween 2.-t is rendezte. A forgatókönyvet Larry Brand és Sean Hood írta. A főszerepet Busta Rhymes, Bianca Kajlich, Thomas Ian Nicholas, Ryan Merriman, Sean Patrick Thomas, Tyra Banks és Jamie Lee Curtis alakítja.
Halloween: Feltámadás 2002. július 12-én jelent meg, és nagyrészt negatív kritikákat kapott az értékelőktől, sokan felesleges folytatásnak tartották a H20 – Halloween húsz évvel később című filmet. A film negatív fogadtatása ellenére a Feltámadás kisebb kasszasikert ért el, 37,6 millió dolláros bevétellel. Bár a Feltámadás után egy újabb folytatást terveztek, a franchise következő filmje egy 2007-es remake, a Halloween volt, amelyet Rob Zombie rendezett. 
Három évvel azután, hogy utoljára terrorizálta nővérét, Michael Myers újra szembeszáll vele, mielőtt Haddonfieldbe utazna, hogy egy valóságshow szereplőivel és stábjával nézzen szembe, amelyet régi otthonából sugároznak...

## Cselekmény
A Hillcrest Akadémián elkövetett gyilkosságok után a bűntudattól és traumától sújtott Laurie Strode (Jamie Lee Curtis) pszichiátriai intézetbe került, miután megölt egy férfit, akit összetévesztett gyilkos testvérével, Michael Myersszel. Miközben két nővér beszélget a történtekről, a visszaemlékezésből kiderül, hogy egy mentős az iskolában rátalált az eszméletlen Michael-re, mielőtt az hirtelen felébredt, és megtámadta őt, összezúzva a nyelőcsövét, hogy ne tudjon beszélni. Michael ezután ruhát cserélt az eszméletlen mentőssel, és észrevétlenül elhagyta az iskola területét, miközben Laurie elhajtott a mentőautóval, amelyben Michaelről azt hitte, hogy benne van.
2001. október 31-én, három év bujkálás után Michael újra felbukkan, hogy ismét megpróbálja meggyilkolni Laurie-t, akit a Grace Andersen Szanatóriumban helyeztek el. Laurie várva a férfi érkezését, csapdát állít neki. Miután megölt két biztonsági őrt, Michael megtámadja és az intézmény tetejére üldözi Laurie-t, ahol a csapda készenlétben van, végül ideiglenesen mozgásképtelenné teszi a férfit. Laurie azonban attól fél, hogy megint rossz embert öl meg, és amikor megpróbálja levenni a maszkot, hogy meggyőződjön a személyazonosságáról, Michael leszúrja és a halálba dobja a tetőről.
Egy évvel később a főiskolások, Sara Moyer (Bianca Kajlich), Bill Woodlake (Thomas Ian Nicholas), Donna Chang (Daisy McCrackin), Jen Danzig (Katee Sackhoff), Jim Morgan (Luke Kirby) és Rudy Grimes (Sean Patrick Thomas) megnyernek egy versenyt, amelyen a Dangertainment internetes valóságshow-ban való szereplésre pályáznak, amelyet Freddie Harris (Busta Rhymes) és Nora Winston (Tyra Banks) rendez, és amelyben egy éjszakát kell eltölteniük Michael elhagyatott gyerekkori házában, hogy kiderítsék, mi vezetett a gyilkossághoz. Azonban miközben a műsorra készülve kamerákat állítanak fel a házban, az operatőr Charlie-t (Brad Sihvon) megöli a Haddonfieldbe visszatért Michael. Halloween éjszakáján fejkamerákkal felszerelkezve Sara, Bill, Donna, Jen, Jim és Rudy belépnek a házba, három csoportra osztva nyomokat keresnek, miközben Sara üzenetküldő barátja, Deckard egy parti közben figyeli az élő adást. A keresés közben hirtelen megjelenik Michael, és megöli Billt.
Donna és Jim felfedeznek egy hamis holttestekkel teli falat, és rájönnek, hogy a műsor egy csapda, mielőtt az előbbit Michael megöli. A partin Deckard és a többi partizó szemtanúja a gyilkosságnak, de csak Deckard veszi észre, hogy a gyilkosság valódi volt. Eközben Freddie Michaelnek öltözve bemegy a házba, hogy megijessze a versenytársakat, azonban az igazi Michael követi, akit összetéveszt Charlie-val. Amikor Rudy, Sara és Jim megtalálja Freddie-t a Michael-jelmezben, felfedi előttük a tervet, és könyörög nekik, hogy működjenek együtt, mondván, mindannyian jól fognak járni pénzügyileg, ha a műsor sikerül. Miután Freddie távozik, a trió úgy dönt, hogy összeszedik a többi barátjukat, és elmennek. Jen felfedezi Bill holttestét, és Michael lefejezi őt, Rudy, Sara és Jim szeme láttára, akik hamarosan rájönnek, hogy nem Freddie az. Michael folytatja Jim és Rudy megölését, mielőtt felhajszolja Sarát az emeletre.
Sara bezárkózik egy hálószobába, és könyörög Deckardnak, hogy segítsen neki. Ahogy a többi bulizó rájön, hogy az összes gyilkosság valódi volt, Deckard üzengetni kezd Sarának Michael tartózkodási helyein, hogy segítsen neki elkerülni őt. Sara éppen akkor fut össze Freddie-vel, amikor Michael rájuk talál, és leszúrja a fiút. Sara befut az alagutakba, és megtalálja a garázsba vezető kijáratot, ahol felfedezi Nora holttestét. Michael ismét megérkezik, és megtámadja Sarát, de a még élő Freddie rájuk talál, és megküzd Michaellel, miközben elektromos tűz keletkezik a garázsban. Miután áramütés éri Michaelt, Freddie biztonságban kiviszi Sarát, Michaelt pedig otthagyja meghalni az égő garázsban. Később Freddie-vel és Sarával interjút készítenek a helyi hírek, melynek során Sara megköszöni Deckardnak, hogy megmentette az életét. Eközben Michaelt halottnak hiszik, és a holttestét a hullaházba viszik; amikor azonban a halottkém a holttest vizsgálatához készül, Michael hirtelen felébred.

## Szereplők
| Színész             | Szerep                 | Magyar hang     |
| ------------------- | ---------------------- | --------------- |
| Brad Loree          | Michael Myers          | nem szólal meg  |
| Busta Rhymes        | Freddie Harris         | Háda János      |
| Bianca Kajlich      | Sara Moyer             | Báthory Orsolya |
| Thomas Ian Nicholas | Bill Woodlake          | Bartucz Attila  |
| Katee Sackhoff      | Jennifer "Jen" Danzig  | Madarász Éva    |
| Daisy McCrackin     | Donna Chang            | Törtei Tünde    |
| Sean Patrick Thomas | Rudy Grimes            | Simonyi Balázs  |
| Ryan Merriman       | Myles "Deckard" Barton | Hamvas Dániel   |
| Luke Kirby          | Jim Morgan             | Markovics Tamás |
| Tyra Banks          | Nora Winston           | Braun Rita      |
| Jamie Lee Curtis    | Laurie Strode          | Fésűs Bea       |
| Lorena Gale         | Wells nővér            | Illyés Mari     |
| Marisa Rudiak       | Phillips nővér         | Oláh Orsolya    |
| Brent Chapman       | Franklin Munroe        | Kapácsy Miklós  |
| Dan Joffre          | Willie Haines          | Vári Attila     |
| Gus Lynch           | Harold Trumble         | Juhász György   |
| Haig Sutherland     | Aron                   |                 |
| Brad Sihvon         | Charlie Albans         | Maday Gábor     |
| Rick Rosenthal      | Mixter professzor      | Kajtár Róbert   |

## A film készítése
A H20 – Halloween húsz évvel később írói dilemma elé kerültek, amikor Jamie Lee Curtis be akarta fejezni a sorozatot, de Moustapha Akkadnak volt egy kikötése, amely jogilag nem engedte, hogy az írók megöljék Michael Myers-t. A Scream Factory által kiadott Blu-ray szerint Curtis néhány héttel a forgatás előtt majdnem otthagyta a projektet, mígnem Kevin Williamson előállt a mentős sztorival, és bemutatta azt Akkadnak. Curtis végül azzal a feltétellel egyezett bele a filmben való részvételhez, hogy a folytatásra utaló felvételeket nem mutat be a film, és hogy a nézők elhiszik Michael halálát, amíg az elkerülhetetlen folytatást be nem jelentik. A Feltámadás első felvételét, amelyen Michael a mentős egyenruhában látható, a H20 vágója, Patrick Lussier szerint egy nappal a H20 fő forgatásának befejezése után vették fel.

## Fordítás
- Ez a szócikk részben vagy egészben  a   Halloween: Resurrection című angol Wikipédia-szócikk fordításán alapul.  Az eredeti cikk szerkesztőit annak laptörténete sorolja fel. Ez a jelzés csupán a megfogalmazás eredetét és a szerzői jogokat jelzi, nem szolgál a cikkben szereplő információk forrásmegjelöléseként.